# Кубок Латвії з футболу 2006
Кубок Латвії з футболу 2006 — 65-й розіграш кубкового футбольного турніру в Латвії. Титул вперше здобув Металургс (Лієпая).

## Календар
| Раунд           | Дата                      | Матчі | Клуби   |
| --------------- | ------------------------- | ----- | ------- |
| Перший раунд    | 29 квітня - 4 травня 2006 | 15    | 48 → 33 |
| Другий раунд    | 12-14 травня 2006         | 8     | 33 → 25 |
| Додатковий матч | 21 травня 2006            | 1     | 25 → 24 |
| Третій раунд    | 24-31 травня 2006         | 8     | 24 → 16 |
| 1/8 фіналу      | 7-10 червня 2006          | 8     | 16 → 8  |
| 1/4 фіналу      | 28-29 червня 2006         | 4     | 8 → 4   |
| 1/2 фіналу      | 5-6 серпня 2006           | 2     | 4 → 2   |
| Фінал           | 24 вересня 2006           | 1     | 2 → 1   |

## Перший раунд
| Команда 1               | Рахунок | Команда 2             |
| ----------------------- | ------- | --------------------- |
| 29 квітня 2006          |         |                       |
| Адажі (3)               | 0:5     | Каугурі (Юрмала) (3)  |
| 4 травня 2006           |         |                       |
| Упесціємс (3)           | 0:4     | Мелна розе (Рига) (3) |
| Хемат (Рига) (3)        | 1:3     | Приєкулі (3)          |
| Ринужі (3)              | 14:0    | Саласпілс (4)         |
| Варавішкне (Лієпая) (3) | 1:3     | Лінде-Н (Кулдіга) (3) |
| 5 травня 2006           |         |                       |
| Хонда (Вентспілс) (3)   | 9:0     | Аутонетс (Добеле) (3) |
| 6 травня 2006           |         |                       |
| Міку/УПТК (Лієпая) (3)  | 4:2     | Салдус (3)            |
| Гулбене/Рубате (3)      | 2:0     | ДЮСШ Прейлі (3)       |
| Айзкраукле (3)          | 0:7     | Єкабпілс (3)          |
| Плявіняс (3)            | 0:4     | Кварц (Мадона) (3)    |
| Даугава-90 (Рига) (3)   | 3:2 дч  | Олайне (3)            |
| 7 травня 2006           |         |                       |
| ДЮСШ Ілуксте (3)        | 8:0     | ДЮСШ Ливани (3)       |
| Супер Нова (Рига) (4)   | 1:6     | Офрісс (Рига) (3)     |
| Тукумс 2000 (4)         | 1:3     | ОСЦ/ФК33 (Огре) (3)   |
| Ієцава (3)              | 0:1     | Вієсуліс (Рига) (3)   |

## Другий раунд
| Команда 1             | Рахунок      | Команда 2              |
| --------------------- | ------------ | ---------------------- |
| 12 травня 2006        |              |                        |
| Мелна розе (Рига) (3) | 2:0          | Олімп (Рига) (3)       |
| 13 травня 2006        |              |                        |
| ДЮСШ Ілуксте (3)      | 1:5          | Гулбене/Рубате (3)     |
| Єкабпілс (3)          | 2:1          | Кварц (Мадона) (3)     |
| ОСЦ/ФК33 (Огре) (3)   | 2:5          | Вієсуліс (Рига) (3)    |
| Ринужі (3)            | 1:3          | Хонда (Вентспілс) (3)  |
| Лінде-Н (Кулдіга) (3) | 1:2 дч       | Міку/УПТК (Лієпая) (3) |
| 14 травня 2006        |              |                        |
| Каугурі (Юрмала) (3)  | 1:1 пен. 5:4 | Офрісс (Рига) (3)      |
| Даугава-90 (Рига) (3) | 1:0          | Приєкулі (3)           |

## Додатковий матч
| Команда 1             | Рахунок | Команда 2          |
| --------------------- | ------- | ------------------ |
| 21 травня 2006        |         |                    |
| Хонда (Вентспілс) (3) | 1:0     | Гулбене/Рубате (3) |

## Третій раунд
| Команда 1             | Рахунок      | Команда 2              |
| --------------------- | ------------ | ---------------------- |
| 24 травня 2006        |              |                        |
| Ауда (Рига) (2)       | 0:0 пен. 2:4 | Транзит (2)            |
| 25 травня 2006        |              |                        |
| Каугурі (Юрмала) (3)  | 1:10         | Мелна розе (Рига) (3)  |
| 28 травня 2006        |              |                        |
| Хонда (Вентспілс) (3) | 1:2 дч       | Євробалтія (Рига) (2)  |
| Вієсуліс (Рига) (3)   | 3:1          | Даугава-90 (Рига) (3)  |
| Єкабпілс (3)          | 9:2          | Міку/УПТК (Лієпая) (3) |
| 30 травня 2006        |              |                        |
| Абулс (Смілтене) (2)  | 0:7          | Олімпс (2)             |
| Валмієра (2)          | 1:0          | Албертс (Рига) (2)     |
| 31 травня 2006        |              |                        |
| Єлгава (2)            | 3:1          | Мультибанк (Рига) (2)  |

## 1/8 фіналу
| Команда 1             | Рахунок | Команда 2           |
| --------------------- | ------- | ------------------- |
| 7 червня 2006         |         |                     |
| Вієсуліс (Рига) (3)   | 0:8     | Юрмала              |
| Мелна розе (Рига) (3) | 1:5     | Діттон (Даугавпілс) |
| 8 червня 2006         |         |                     |
| Євробалтія (Рига) (2) | 0:2     | Рига                |
| Транзит (2)           | 0:5     | Вентспілс           |
| Єлгава (2)            | 0:5     | Дінабург            |
| 9 червня 2006         |         |                     |
| Олімпс (2)            | 1:3     | Металургс (Лієпая)  |
| 10 червня 2006        |         |                     |
| Валмієра (2)          | 1:2     | Діжванагі (Резекне) |
| Єкабпілс (3)          | 0:8     | Сконто              |

## 1/4 фіналу
| Команда 1           | Рахунок | Команда 2           |
| ------------------- | ------- | ------------------- |
| 28 червня 2006      |         |                     |
| Дінабург            | 1:2 дч  | Металургс (Лієпая)  |
| Діжванагі (Резекне) | 3:1     | Юрмала              |
| Сконто              | 3:0     | Діттон (Даугавпілс) |
| 29 червня 2006      |         |                     |
| Рига                | 2:3     | Вентспілс           |

## 1/2 фіналу
| Команда 1          | Рахунок | Команда 2           |
| ------------------ | ------- | ------------------- |
| 5 серпня 2006      |         |                     |
| Вентспілс          | 1:2     | Сконто              |
| 6 серпня 2006      |         |                     |
| Металургс (Лієпая) | 6:1     | Діжванагі (Резекне) |

## Фінал
| 24 вересня 2006 |

| Сконто              | 1:2 дч   | Металургс (Лієпая)     |
| ------------------- | -------- | ---------------------- |
| Штолцерс 20' (пен.) | Протокол | Карлсон 56' Гребіс 99' |

| Сконто, Рига Глядачів: 6 000 Арбітр: Роман Лаюкс |